# Stawellia dimorphantha
Stawellia dimorphantha là một loài thực vật có hoa trong họ Thích diệp thụ. Loài này được F.Muell. miêu tả khoa học đầu tiên năm 1870.